# Кошик, Надежда Демьяновна
Надежда Демьяновна Кошик (23 октября 1923, Мишурин Рог, Екатеринославская губерния — 22 декабря 1999, Мишурин Рог, Днепропетровская область) — передовик советского сельского хозяйства, звеньевая колхоза имени XVII партсъезда Лиховского района Днепропетровской области, Герой Социалистического Труда (1947).

## Биография
Родилась 23 октября 1923 года в селе Мишурин Рог Верхнеднепровского района (ныне в Днепропетровской области) в многодетной семье украинского крестьянина.
В 1937 году завершила обучение в седьмом классе сельской школы. Трудоустроилась в колхоз «Незаможник» (позднее — колхоз XVII партсъезда). Работала в полеводческой бригаде.
В период Великой Отечественной войны (с 1941 по 1943 годы) находилась на оккупированной гитлеровцами территории.
После освобождения, вновь стала трудиться в колхозе. В 1944 году ей доверили право возглавить молодёжное звено полеводческой бригады по выращиванию кукурузы. В 1945 году был получен высокий урожай кукурузы. А в 1946 году на площади 3 гектара было собрано 70,3 центнера с гектара кукурузы. Звено стало передовым.
Указом Президиума Верховного Совета СССР от 19 марта 1947 года за получение высоких показателей в сельском хозяйстве Надежде Демьяновне Кошик было присвоено звание Героя Социалистического Труда с вручением ордена Ленина и медали «Серп и Молот».
Проживала и работала в одном населённом пункте. Продолжала трудиться в колхозе до выхода на заслуженный отдых.
Умерла 22 декабря 1999 года, похоронена на сельском кладбище.

## Награды
- Медаль «Серп и Молот» (19.03.1947);
- орден Ленина (19.03.1947);
- другие медали.